# زیردریایی یو-۳۳۸
زیردریایی یو-۳۳۸ (به انگلیسی: German submarine U-338) یک زیردریایی بود که طول آن ۶۷٫۱ متر (۲۲۰ فوت ۲ اینچ) بود. این زیردریایی در سال ۱۹۴۲ ساخته شد.